# Camille Panonacle
Pour les articles homonymes, voir Panonacle.
Camille Panonacle est une actrice française née le 15 décembre 1977.
Elle est notamment connue pour avoir interprété le commandant Mariella de Luca dans la collection de téléfilms policiers Les Saisons Meurtrières (Hiver rouge, Bleu catacombes, Jaune iris et Noir enigma), aux côtés de Patrick Chesnais.

## Biographie
Camille Panonacle fait ses débuts au cinéma dans le film Cousine Bette de Des McAnuff, en 1998. Parallèlement, elle poursuit sa formation d'actrice. En 2000, alors diplômée de l’école de la Comédie de Saint-Étienne, elle intègre le Conservatoire national supérieur d'art dramatique de Paris. En 2010, elle suit une formation de jazz chant et piano.
Elle monte sur les planches à plusieurs reprises et joue dans des pièces classiques de théâtre, telles que Ruy Blas ou encore Britannicus, avec la Comédie Française. En 2008, elle intègre la troupe de Richard III, qui présente ainsi sa réinteprétation du classique de Shakespeare au Festival d'Avignon. 
Côté télévision, elle apparaît en premier lieu dans la série Le juge est une femme en 2002, puis dans Diane, femme flic en 2003. L’année suivante, elle se glisse dans la peau du personne d'Helena dans Alexandrie de Maria Ilioú, pour lequel elle décroche par la suite le prix d’interprétation du Festival des Canaries.
En 2011, elle obtient le rôle principal dans le téléfilm Hiver rouge qui est sélectionné au Festival de la Fiction de la Rochelle.
En 2014, elle apparaît dans la comédie Tu veux ou tu veux pas aux côtés de Patrick Bruel et de Sophie Marceau. La même année, elle reprend son rôle de Mariella de Luca dans Bleu catacombes,, suite directe de Hiver rouge (2011), ainsi que pour les troisième et quatrième volets des Saisons meurtrières, respectivement Jaune iris (2014) et Noir enigma (2016).

## Filmographie

### Cinéma
- 1998 : Cousine Bette de Des McAnuff
- 2004 : Alexandrie de Maria Ilioú : Helena
- 2005 : Les âmes grises d'Yves Angelo : la femme du policier
- 2010 : Un processus de démolition (court-métrage)
- 2014 : Tu veux ou tu veux pas de Tonie Marshall : Valérie Joubert
- 2016 : De plus belle de Anne-Gaëlle Daval : Valérie

### Télévision
- 2002 : Florence Pernel, le juge est une femme de Pierre Boutron (épisode : Cœur solitaire) : Juliette
- 2003 : Malone de Didier Le Pêcheur (épisode : La 7e victime) : Isabelle
- 2003 : Diane, femme flic de Jean-Marc Seban (épisode : Bourreau de travail) : Jessica
- 2009 : Les dernières heures du mur de Jean-François Delassus - rôle principal
- 2009 : Comprendre et pardonner de Chris Reynaud
- 2010 : Le Temps du silence de Franck Apprédéris : Martine
- 2010 : Bienvenue à Bouchon de Luc Béraud
- 2011 : Hiver rouge de Xavier Durringer : Mariella de Luca
- 2012 : 15 jours ailleurs de Didier Bivel : Astrid
- 2014 : Bleu catacombes de Charlotte Brandström : Mariella de Luca
- 2015 : Jaune iris de Didier Bivel : Mariella de Luca
- 2016 : Noir enigma de Manuel Boursinhac : Mariella de Luca

## Théâtre
- 2001-2002 : Ruy Blas de Victor Hugo – Comédie Française
- 2003 : Britannicus de Jean Racine – Comédie Française
- 2008 : Richard III de Shakespeare – Festival officiel Avignon et Tournée
- 2004–2010 : Oui dit le très jeune homme de Ludovic Lagarde – Festival officiel Avignon et Tournée
- 2013 : L'intégral Buchner de Ludovic Lagarde
- 2016 : Breaking the News de Jonathan Michel